# Seddera humilis
Seddera humilis är en vindeväxtart som beskrevs av Hallier f. Seddera humilis ingår i släktet Seddera och familjen vindeväxter. Inga underarter finns listade i Catalogue of Life.